# Tremolita
La tremolita es un mineral perteneciente al grupo de los silicatos. Más concretamente, pertenece a los anfíboles y al grupo del asbesto.
La tremolita fue descubierta por primera vez en Campolungo en el Val Piumogna en el Canton Ticino, Suiza y fue descrita en 1790 por Johann Georg Albrecht Höpfner, que dio nombre al mineral después de permanecer en el paso de Gotardo valle de Tremola que había documentado por error como localidad tipo. (Más tarde (Índice Mineral de Hey (1993)), se encontró que el mineral también en el Val Tremola). El topotipo fue encontrado por Saussure en 1821.

## Características

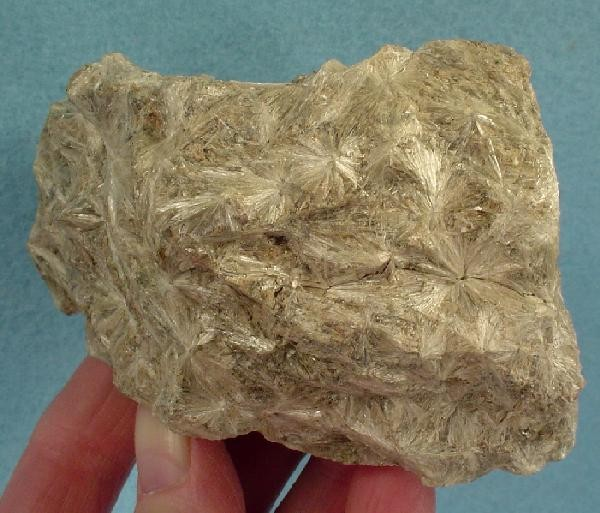
Tremolita del Val Tremola, Suiza

La tremolita se forma por metamorfismo a partir de sedimentos ricos en dolomita y en cuarzo. Pertenece a la misma serie que actinolita y ferro-actinolita. La tremolita es un indicador del grado del metamorfismo ya que a elevadas temperaturas se convierte en diópsido.
Uno de los dos minerales que forman parte del jade es la nefrita, una variedad verde de la tremolita. El color verde se debe al contenido en hierro.

## Minerales asociados
Calcita, grosularia, talco y serpentina se encuentran a menudo juntos con la tremolita.

## Yacimientos
Finlandia, Piamonte y Tirol (Italia), Ontario (Canadá), valle de Tremola (Suiza), Tanzania, Arizona (Estados Unidos), Connecticut (Estados Unidos), Canaán (Estados Unidos).